# Crissy Ahmann-Leighton
Christine M. "Crissy" Ahmann-Leighton, född 20 maj 1970 i Yankton i South Dakota, är en amerikansk före detta simmare.
Ahmann-Leighton vann tre medaljer vid sommarspelen 1992 i Barcelona. Hon blev olympisk guldmedaljör på 4 x 100 meter medley  och guldmedaljör i 4x100 meter frisim, samt en individuell silvermedalj i 100 fjärilsim. Hon var en del av medley-stafetteam som satte ett nytt världsrekord i Barcelona-finalen.
Ahmann-Leighton vann också internationella titlar som guldmedaljen i medley-stafetten vid världsmästerskapen 1991 i Perth och 1991 i Pan Pacificmästerskapen i Edmonton och även silver på Pan Pacs i 100 meter fjärilsim. Ahmann-Leighton simmade för University of Arizona 1988-92. Hon vann två NCAA-titlar i 100-yardsfjärilen 1991 och 1992.